# Actinidia lijiangensis
Actinidia lijiangensis är en tvåhjärtbladig växtart som beskrevs av Chou Fen g Liang och Y.X. Lu. Actinidia lijiangensis ingår i släktet aktinidiasläktet, och familjen Actinidiaceae. Inga underarter finns listade i Catalogue of Life.